# Tenis stołowy na Igrzyskach Europejskich 2023
Tenis stołowy na Igrzyskach Europejskich 2023 – rozgrywany był w dniach 23 czerwca – 1 lipca 2023r. w Arenie Hutnik w Krakowie. Gracze walczyli nie tylko o medale igrzysk europejskich, ale także o bezpośrednie kwalifikacje olimpijskie w turnieju mieszanym.

## Harmonogram
Sporządzony na podstawie:
| R1 | Runda 1 | R2 | Runda 2 | R32 | 1/32 Finału | R16 | 1/16 FInału | QF | Ćwierćfinał | SF | Półfinał | B | Mecz o brązowy medal | F | Mecz o złoty medal |

| DataKonkurencja            | 23 PIĄ | 23 PIĄ | 24 SB | 25 ND | 26 PON | 26 PON | 27 WT | 27 WT | 27 WT | 28 ŚR | 29 CZW | 30 PIĄ | 1 SB | 1 SB |
| -------------------------- | ------ | ------ | ----- | ----- | ------ | ------ | ----- | ----- | ----- | ----- | ------ | ------ | ---- | ---- |
| Singiel mężczyzn           | R1     | R2     | R32   | R16   | QF     | QF     | SF    | B     | F     |       |        |        |      |      |
| Turniej drużynowy mężczyzn |        |        |       |       |        |        |       |       |       | R16   | QF     | SF     | B    | F    |
| Singiel kobiet             | R1     | R2     | R32   | R16   | QF     | QF     | SF    | B     | F     |       |        |        |      |      |
| Turniej drużynowy kobiet   |        |        |       |       |        |        |       |       |       | R16   | QF     | SF     | B    | F    |
| Turniej mieszany           | R16    | R16    | QF    | SF    | B      | F      |       |       |       |       |        |        |      |      |

## Kwalifikacje

### Zakwalifikowane reprezentacje[4][5]
| Państwo         | Mężczyźni | Mężczyźni         | Kobiety | Kobiety           | Mikst            | Razem |
| Państwo         | Singiel   | Turniej drużynowy | Singiel | Turniej drużynowy | Turniej mieszany | Razem |
| --------------- | --------- | ----------------- | ------- | ----------------- | ---------------- | ----- |
| Austria         |           |                   |         | X                 |                  | 1     |
| Belgia          |           | X                 |         |                   |                  | 1     |
| Chorwacja       |           | X                 |         |                   |                  | 1     |
| Czechy          |           |                   |         | X                 |                  | 1     |
| Dania           |           | X                 |         |                   |                  | 1     |
| Francja         |           | X                 |         | X                 |                  | 2     |
| Luksemburg      |           |                   |         | X                 |                  | 1     |
| Niemcy          |           | X                 |         | X                 |                  | 2     |
| Polska          |           | X                 |         | X                 |                  | 2     |
| Portugalia      |           | X                 |         | X                 |                  | 2     |
| Rumunia         |           | X                 |         | X                 |                  | 2     |
| Słowacja        |           | X                 |         | X                 |                  | 2     |
| Słowenia        |           | X                 |         |                   |                  | 1     |
| Szwecja         |           | X                 |         | X                 |                  | 2     |
| Ukraina         |           |                   |         | X                 |                  | 1     |
| Węgry           |           |                   |         | X                 |                  | 1     |
| Wielka Brytania |           | X                 |         |                   |                  | 1     |
| 17 państw       | –         | 12                | –       | 12                | –                | 24    |

## Medaliści
| Konkurencja       | Złoty medal      | Srebrny medal  | Brązowy medal    |
| Mężczyźni         |                  |                |                  |
| singel            | Félix Lebrun     | Marcos Freitas | Alexis Lebrun    |
| turniej drużynowy | Niemcy           | Szwecja        | Francja          |
| Kobiety           |                  |                |                  |
| singel            | Bernadette Szőcs | Yang Xiaoxin   | Elizabeta Samara |
| turniej drużynowy | Rumunia          | Niemcy         | Portugalia       |
| Mikst             |                  |                |                  |
| turniej mieszany  | Niemcy           | Węgry          | Rumunia          |

## Klasyfikacja medalowa
*   Gospodarz ( Polska)
| Miejsce | Reprezentacja | Złoto | Srebro | Brąz | Razem |
| ------- | ------------- | ----- | ------ | ---- | ----- |
| 1       | Niemcy        | 2     | 1      | 0    | 3     |
| 2       | Rumunia       | 2     | 0      | 2    | 4     |
| 3       | Francja       | 1     | 0      | 2    | 3     |
| 4       | Portugalia    | 0     | 1      | 1    | 2     |
| 5       | Szwecja       | 0     | 1      | 0    | 1     |
| 5       | Węgry         | 0     | 1      | 0    | 1     |
| 5       | Monako        | 0     | 1      | 0    | 1     |
| Razem   | Razem         | 5     | 5      | 5    | 15    |